# Cynoglossus dollfusi
Cynoglossus dollfusi és un peix teleosti de la família dels cinoglòssids i de l'ordre dels pleuronectiformes que es troba a les costes del Canal de Suez.